# Kari Rahkamo
Kari Rahkamo, né le 30 mai 1933 à Lahti et mort le 11 novembre 2023, est un athlète et un homme politique finlandais.
Il termine 14e du concours de triple saut masculin aux Jeux olympiques d'été de 1956 et huitième aux Jeux olympiques d'été de 1960.
Il est le maire de la ville d'Helsinki de 1991 à 1996, après avoir siégé au conseil municipal de la ville de 1965 à 1987.
Il est le père de la patineuse artistique Susanna Rahkamo.